# Praha XI

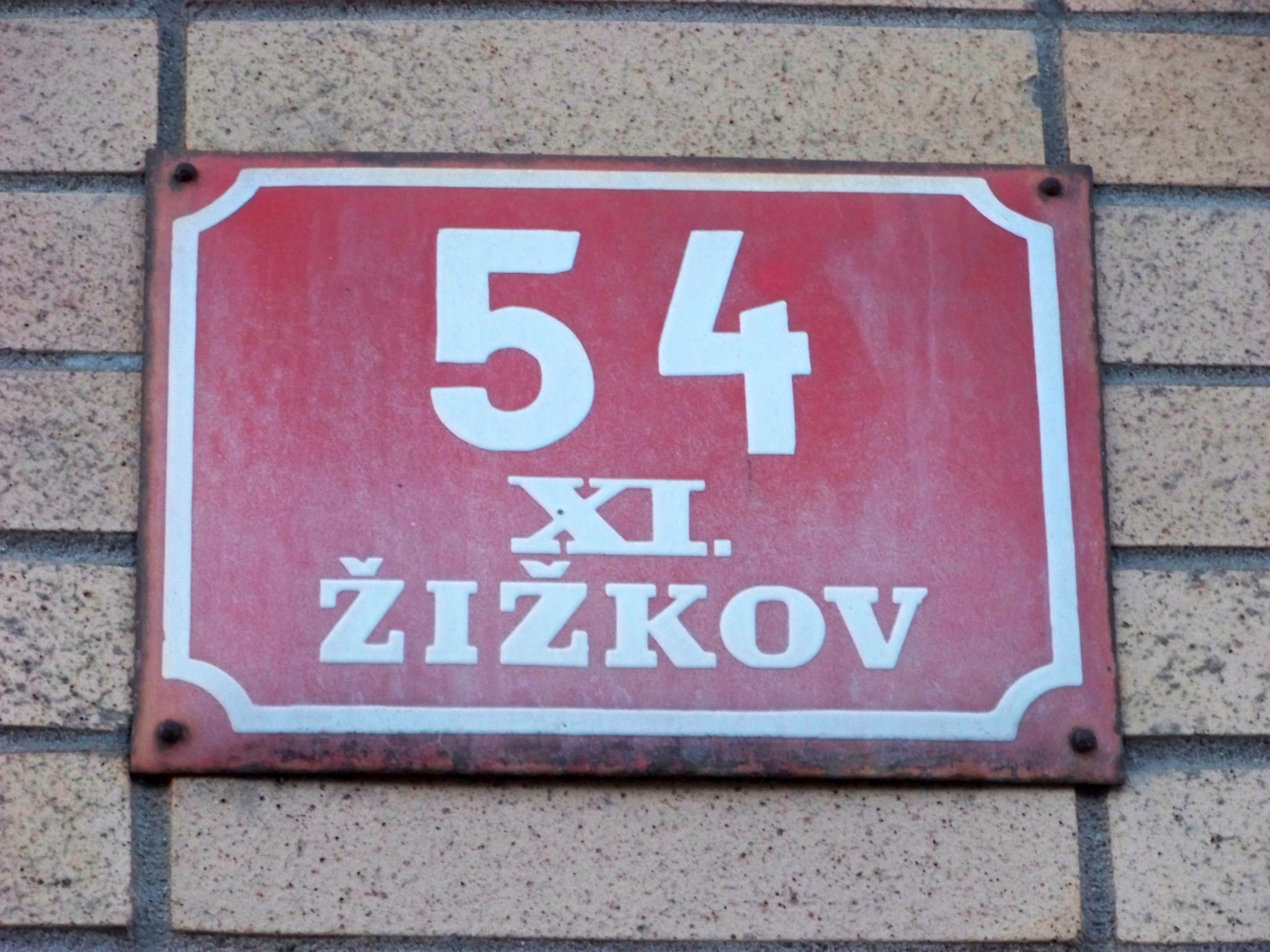
Staré označení obvodu se dochovalo například na funkcionalistických budovách telekomunikačních a poštovních organizací v Olšanské ulici č. p. 54 a 55

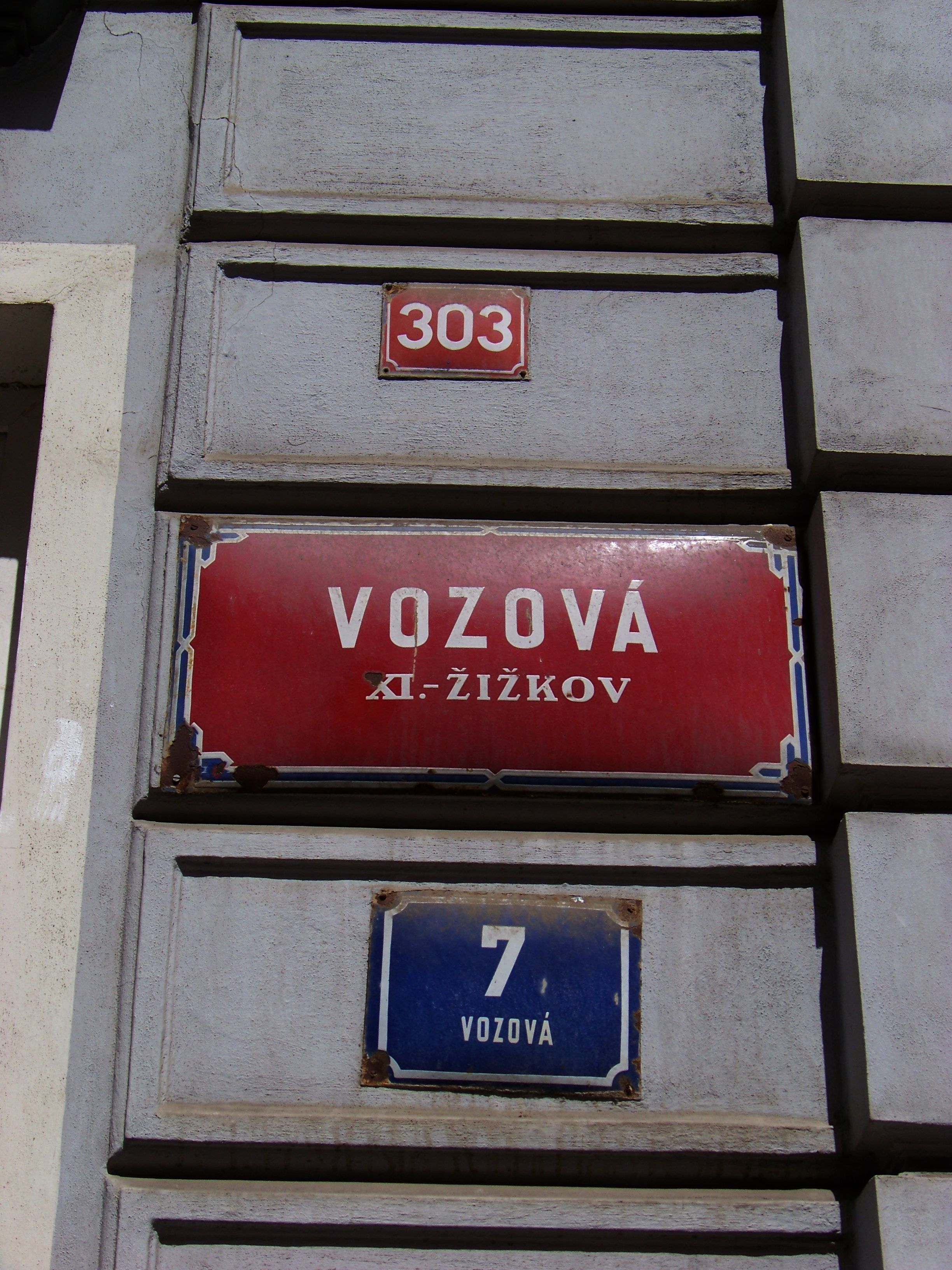
Staré označení obvodu na uliční tabuli ve Vozové ulici na Žižkově

Praha XI bylo v letech 1923–1949 označení městského obvodu Velké Prahy, tvořeného územím bývalého okresního města Žižkov a obcí Hrdlořezy a Malešice, připojených k Praze 1. ledna 1922 na základě zákona č. 114/1920 Sb. z. a n. z dosavadního žižkovského okresu, který zároveň zanikl. Jako volební obvod byl vymezený vládním nařízením č. 7/1923 Sb. s účinností ode dne vyhlášení 17. ledna 1923. Vládní nařízení 187/1947 Sb, účinné od 14. listopadu 1947, ponechalo rozsah obvodu stejný, určilo jej však i obvodem pro státní správu a název obvodu se rozšířil o název sídelní čtvrti obvodu, tedy na Praha XI – Žižkov. 
Obvod byl zrušen k 1. dubnu 1949, kdy byla Praha vládním nařízením č. 79/1949 Sb. rozčleněna novou správní reformou na 16 městských obvodů číslovaných arabskými číslicemi. Žižkov se stal základem nového, menšího obvodu Praha 11, Hrdlořezy byly připojeny k obvodu Praha 9 a Malešice k obvodu Praha 10. Od 11. dubna 1960 zákon č. 36/1960 Sb. vymezil v Praze 10 obvodů, přičemž Žižkov se stal základem obvodu Praha 3, Hrdlořezy zůstaly v obvodu Praha 9 a Malešice v obvodu Praha 10. Zákon č. 418/1990 Sb., o hlavním městě Praze, s účinností od 24. listopadu 1990 a poté znovu Statut hlavního města Prahy (vyhláška hl. m. Prahy č. 55/2000 Sb. HMP) s účinností od 1. července 2001 obdobným způsobem rozdělily tyto čtvrti do městských částí Praha 3, Praha 9 a Praha 10 – pouze nepatrná část Malešic patří k městské části Praha 9, nepatrná nezastavěná část Hrdlořez k městské části Praha 10 a nepatrné části Žižkova k městským částem Praha 8 a Praha 10.  